# Episodi di iZombie (seconda stagione)
La seconda stagione della serie televisiva iZombie è stata trasmessa in prima visione dalla rete televisiva statunitense The CW dal 6 ottobre 2015 al 12 aprile 2016.
In Italia viene trasmessa dal 14 dicembre 2016 su Premium Action, canale a pagamento del pacchetto Mediaset Premium mentre in chiaro va in onda dal 09 maggio 2018 su La 5.
| n° | Titolo originale                         | Titolo italiano                       | Prima TV USA     | Prima TV Italia  |
| -- | ---------------------------------------- | ------------------------------------- | ---------------- | ---------------- |
| 1  | Grumpy Old Liv                           | Quella vecchia brontolona di Liv      | 6 ottobre 2015   | 14 dicembre 2016 |
| 2  | Zombie Bro                               | Sorella zombie                        | 13 ottobre 2015  | 14 dicembre 2016 |
| 3  | Real Dead Housewife of Seattle           | Le vere casalinghe morte di Seattle   | 20 ottobre 2015  | 21 dicembre 2016 |
| 4  | Even Cowgirls Get the Black and Blues    | Omicidio e amore                      | 27 ottobre 2015  | 21 dicembre 2016 |
| 5  | Love & Basketball                        | Amore & pallacanestro                 | 3 novembre 2015  | 28 dicembre 2016 |
| 6  | Max Wager                                | Lascia o raddoppia                    | 10 novembre 2015 | 28 dicembre 2016 |
| 7  | Abra Cadaver                             | Abra Cadaver                          | 17 novembre 2015 | 4 gennaio 2017   |
| 8  | The Hurt Stalker                         | La stalker ferita                     | 1º dicembre 2015 | 11 gennaio 2017  |
| 9  | Cape Town                                | Il giustiziere di Seattle             | 8 dicembre 2015  | 18 gennaio 2017  |
| 10 | Method Head                              | Metodo d'indagine                     | 12 gennaio 2016  | 25 gennaio 2017  |
| 11 | Fifty Shades of Grey Matter              | Cinquanta sfumature di materia grigia | 2 febbraio 2016  | 1º febbraio 2017 |
| 12 | Physician, Heal Thy Selfie               | Medico, guarisci te stesso            | 9 febbraio 2016  | 8 febbraio 2017  |
| 13 | The Whopper                              | Il cantastorie                        | 16 febbraio 2016 | 15 febbraio 2017 |
| 14 | Eternal Sunshine of the Caffeinated Mind | Caffè e pensieri positivi             | 23 febbraio 2016 | 22 febbraio 2017 |
| 15 | He Blinded Me... with Science            | Mi ha accecato con la scienza         | 22 marzo 2016    | 1º marzo 2017    |
| 16 | Pour Some Sugar, Zombie                  | Versa un po' di zucchero, zombie      | 29 marzo 2016    | 8 marzo 2017     |
| 17 | Reflections of the Way Liv Used to Be    | Riflessioni su come era Liv           | 5 aprile 2016    | 15 marzo 2017    |
| 18 | Dead Beat                                | Sfinito                               | 12 aprile 2016   | 22 marzo 2017    |
| 19 | Salivation Army                          | L'esercito della salivazione          | 12 aprile 2016   | 29 marzo 2017    |

## Quella vecchia brontolona di Liv
- Titolo originale: Grumpy Old Liv
- Diretto da: Micheal Fields
- Scritto da: Rob Thomas

### Trama
Sono passati tre mesi da quando Liv ha fatto ritornare umani Blaine e Major con l'ultima dose di cura. Come effetto collaterale, i due ora sono in grado di percepire gli zombi. 
Liv mangia il cervello di un vecchio scorbutico di nome Gordon, che viene ritrovato morto sotto la sua auto, quindi si comporta in maniera sgarbata con tutti. Nel frattempo la sua vita sembra andare a rotoli: non trova una coinquilina, non riesce a riprodurre la cura, Major la evita e la sua famiglia non vuole vederla in seguito ad aver rifiutato di donare il sangue a suo fratello in fin di vita. Inoltre Blaine sembra aver iniziato una nuova attività come impresario di pompe funebri, apparentemente onesta, ma che copre invece i suoi loschi traffici di Utopium puro. Liv trova una nuova coinquilina, Gilda, che in realtà lavora per Vaughn Du Clark e la sta segretamente spiando. Vaughn pianifica l'uscita della nuova bevanda energetica Super Max e deve affrontare il problema degli zombi. Quando apprende delle abilità speciali di Major, lo recluta come serial killer di zombi, minacciando di uccidere Liv se rifiuta.
- Ascolti USA: telespettatori 1 530 000[2]

## Sorella zombie
- Titolo originale: Zombie Bro
- Diretto da: John Kretchmer
- Scritto da: Diane Ruggiero-Wright

### Trama
Liv mangia il cervello di un ragazzo di una confraternita, pugnalato a morte durante una festa, ed inizia a comportarsi come lui. Nel frattempo Ravi e Major cercano ancora l'utopium infetto per ricreare la cura, perciò decidono di andare in un locale ed acquistare della droga, mentre Liv e la sua nuova coinquilina sono state invitate alla festa della confraternita della vittima. A fine serata Liv riceve la chiamata dal cellulare di Major in cui uno sconosciuto la informa sulle sue condizioni e le intima di venirlo a riprendere, così si reca subito nel locale e porta a casa sia Major che Ravi, entrambi sotto effetto dell'utopium, e gli resta accanto tutta la notte. Intanto Blaine sta cercando di sorpassare il boss locale nel commercio di droga, così alcuni dei suoi scagnozzi vengono torturati e uccisi, ma lui non ha alcuna intenzione di fermarsi. La puntata termina con Major che disteso sul letto, dopo aver mandato via Liv, prende un'altra dose di utopium.
- Ascolti USA: telespettatori 1 220 000[3]

## Le vere casalinghe morte di Seattle
- Titolo originale: Real Dead Housewife of Seattle
- Diretto da: Jason Bloom
- Scritto da: Kit Boss

## Omicidio e amore
- Titolo originale: Even Cowgirls Get the Black and Blues
- Diretto da: Matt Barber
- Scritto da: Deirdre Mangan

## Amore & pallacanestro
- Titolo originale: Love & Basketball
- Diretto da: Michael Fields
- Scritto da: Bob Dearden

## Lascia o raddoppia
- Titolo originale: Max Wager
- Diretto da: John Kretchmer
- Scritto da: Graham Norris

## Abra Cadaver
- Titolo originale: Abra Cadaver
- Diretto da: Viet Nguyen
- Scritto da: Justin Halpern e Patrick Schumacker

## La stalker ferita
- Titolo originale: The Hurt Stalker
- Diretto da: Michael Wale
- Scritto da: Sara Saedi

## Il giustiziere di Seattle
- Titolo originale: Cape Town
- Diretto da: Mairzee Almas
- Scritto da: Diane Ruggiero-Wright

## Metodo d'indagine
- Titolo originale: Method Head
- Diretto da: Mark Piznarski
- Scritto da: Kit Boss

## Cinquanta sfumature di materia grigia
- Titolo originale: Fifty Shades of Grey Matter
- Diretto da: Mairzee Almas
- Scritto da: Deirdre Mangan e Graham Norris

## Medico, guarisci te stesso
- Titolo originale: Physician, Heal Thy Selfie
- Diretto da: Zetna Fuentes
- Scritto da: Talia Gonzalez e Bisanne Masoud

## Il cantastorie
- Titolo originale: The Whopper
- Diretto da: Michael Fields
- Scritto da: Rob Thomas

### Trama
Major e Ravi, mentre scavano in cerca degli spacciatori di utopium, trovano un altro cadavere, che scopriranno essere l'assassino dei due spacciatori. Major viene preso da Blaine e costretto a lavorare per lui. Alla fine gli rivela che gli zombie scomparsi non sono morti, ma solo congelati. Blaine allora ne approfitta per farsi ridare il padre, così da poterlo costringere a rettificare il testamento. Nel frattempo, Clive e Bozzio sono sempre più convinti che Major sia in qualche modo coinvolto nel massacro al Meat Cute.
- Ascolti USA: telespettatori 1 250 000[4]

## Caffè e pensieri positivi
- Titolo originale: Eternal Sunshine of the Caffeinated Mind
- Diretto da: Jason Bloom
- Scritto da: Kit Boss

### Trama
La proprietaria di una caffetteria viene uccisa davanti al suo negozio. I sospetti cadono su un'impiegata a cui la donna aveva dato una seconda possibilità e sull'ex socio al quale apparentemente lei aveva rubato tutte le idee per l'azienda. Dopo aver trovato l'utopium contaminato, Ravi lavora alla cura col fiato di Major sul collo. Major è convinto che presto morirà ed è deciso a confessare i propri segreti a Liv. Quest'ultima scopre che Gilda è in realtà Rita, la ragazza con cui Major ha avuto una relazione. Infine Mister Boss scopre che è Blaine a portargli via il traffico di utopium e decide di eliminarlo.
- Ascolti USA: telespettatori 1 450 000[5]

## Mi ha accecato con la scienza
- Titolo originale: He Blinded Me... with Science
- Diretto da: Dan Etheridge
- Scritto da: John Enbom

### Trama
Nuovo caso per la polizia di Seattle, l'omicidio di Eleanor Cash, ricercatrice di una casa farmaceutica, il cui cadavere viene trovato carbonizzato. La dottoressa stava lavorando a una crema sperimentale anti acne. I sospetti si concentrano soprattutto su una ragazza, Annie Rosine, che era stata cavia con altri volontari e che era rimasta sfigurata in viso. Liv e Clive vanno a trovarla, ma scoprono che, grazie alla chirurgia plastica, il viso di Annie è tornato normale. Nel frattempo, Blaine, divenuto ormai zombie, va da Ravi per chiedergli del cervello di cui nutrirsi.
- Ascolti USA: telespettatori 1 210 000[6]

## Versa un po' di zucchero, zombie
- Titolo originale: Pour Some Sugar, Zombie
- Diretto da: Mairzee Almas
- Scritto da: Diane Ruggerio-Wright

### Trama
Cassidy, una spogliarellista legata a un criminale, viene uccisa proprio dopo aver deciso di andare alla polizia a raccontare tutti i suoi segreti. Liv mangia il suo cervello e comincia a indagare insieme a Peyton nel locale dove lavorava Cassidy. Nel frattempo, la cura di Ravi comincia a fare effetto su Blaine. Ravi fruga nella cassaforte di Major e scopre che lui è il Chaos Killer.
- Ascolti USA: telespettatori 1 250 000[7]

## Riflessioni su come era Liv
- Titolo originale: Reflections of the Way Liv Used to Be
- Diretto da: Michael Fields
- Scritto da: Bob Dearden

### Trama
Major entra in modalità zombie completa e Ravi lo mette ko. Major spiega a Ravi cosa sta succedendo, perché è diventato il Cahos Killer. Una studentessa viene trovata strangolata nella piscina dell'università. Liv mangia il suo cervello. Intanto Blaine ha perso la memoria, a causa della nuova cura, ma nessuno gli crede veramente e Ravi e Major vogliono scoprire se sta solo fingendo. Gilda viene graffiata da uno zombie e il padre, Vaughn, assiste alla scena senza cercare di proteggerla. Infine Bozzio sa che sta per lasciare Seattle e vuole convincere Clive a entrare nell'FBI per potergli rimanere vicino. Quindi scopre che Major è coinvolto nelle sparizioni del Chaos Killer.
- Ascolti USA: telespettatori 1 070 000[8]

## Sfinito
- Titolo originale: Dead Beat
- Diretto da: John Kretchmer
- Scritto da: John Enbom

### Trama
Major, in prigione, non potendo mangiare cervelli rischia di andare in "modalità zombie completa" e di contagiare tutti i detenuti innescando un'apocalisse. Scagionato dall'accusa di essere il Chaos Killer, esce di prigione per essere arrestato nuovamente senza che possa nutrirsi. Sfinito, chiede a Liv di fargli avere la cura, anche se prenderla comporterebbe la perdita della memoria. Liv escogita un modo per fargli avere il cervello sotto forma di barretta agli aminoacidi: chiede a Peyton di circuire l'avvocato per farla avere a Major. Non andando in porto neanche questo piano, Liv si vede costretta a confessare platealmente a Clive tutta la faccenda "zombie". Clive fa cadere le accuse e, non potendo dare delle spiegazioni a Dale, questa lo lascia. Intanto Vaughn ha portato via i corpi congelati delle vittime impedendo così a Liv di ritrovare Drake. Janko cerca di uccidere Liv, ma arriva Ravi e la salva, eliminando Janko. Ora Liv ha a disposizione il cervello di quest'ultimo.
- Ascolti USA: telespettatori 1 360 000[9]

## L'esercito della Salivazione
- Titolo originale: Salivation Army
- Diretto da: Michael Fields
- Scritto da: Rob Thomas e Diane Ruggerio-Wright (soggetto); Diane Ruggerio-Wright e Kit Boss (sceneggiatura)

### Trama
Liv, Major e Clive si infiltrano alla festa della Max Rager con cui Vaughn festeggia la vendita della società a Vivan Stoll per provare a liberare gli zombie tenuti prigionieri. Don E. rivela ai sicari che Blaine è vivo. Per stanarlo, Boss li manda a rapire Peyton. Drake, prigioniero con gli altri zombie, viene portato via per sperimentare una nuova sostanza.
- Ascolti USA: telespettatori 1 220 000[9]